# Wapen van Zwaagdijk-West

Het wapen van Zwaagdijk-West is een niet bij de Hoge Raad van Adel geregistreerd dorpswapen. Daarmee is het dus niet officieel erkend. Het dorp Zwaagdijk-West hoort bij de gemeente Medemblik en voert daarom het wapen van Medemblik. Het wapen is op 3 juli 2008 door de gemeente aan het dorp toegekend.

## Symboliek
Het wapen symboliseert het dorp Zwaagdijk-West en de omgeving. De sint-jakobsschelp staat voor Sint-Jacobus, aan wie de plaatselijke kerk gewijd is. De gouden punt staat voor de dijk waaraan het dorp ligt. De blauw met zilveren keper symboliseert de Cromme Leeck. De peren in het groen staan voor de fruitteelt, een belangrijke bezigheid in het gebied. Ook staat dit vlak voor het woord zwaag, dat weidegebied betekent.

## Blazoenering
Het wapen heeft van de gemeente wel een beschrijving meegekregen:
Kepervormig doorsneden van groen en goud met over de deellijn een keper, langs zijn lange as golvend doorsneden van zilver en blauw; de keper van boven vergezeld van twee naast elkaar geplaatste peren van goud en beneden van een geoorde rode Sint-Jacobsschelp.
Uit de schildvoet komt een kepervormige gouden punt. Daarboven twee kepers, de onderste is blauw en de bovenste zilver, de twee zijn golvend op de deellijn. De bovenste keper wordt vergezeld door twee naast elkaar geplaatste gouden peren. De onderste keper is beladen met een geoorde rode sint-jakobsschelp.
Abbekerk
· Akersloot
· Andijk
· Ankeveen
· Anna Paulowna
· Assendelft
· Avenhorn
· Barsingerhorn
· Beemster
· Beets
· Bennebroek
· Berkenrode
· Berkhout
· Bijlmermeer
· Blokker
· Bovenkarspel
· Broek in Waterland
· Broek op Langedijk
· Buiksloot
· Bussum
· Callantsoog
· De Rijp
· Egmond
· Egmond aan Zee
· Egmond-Binnen
· Graft
·  Graft-De Rijp
· 's-Graveland
· Groet
· Grootebroek
· Grosthuizen
· Haarlemmerliede
· Haarlemmerliede en Spaarnwoude
· Harenkarspel
· Heerhugowaard
· Hensbroek
· Hoogkarspel
· Hoogwoud
· Ilpendam
· Jisp
· Kalslagen
· Katwoude
· Koedijk
· Koog aan de Zaan
· Kortenhoef
· Krommenie
· Kwadijk
· Langedijk
· Leimuiden
· Limmen
· Marken
· Middelie
· Midwoud
· Monnickendam
· Muiden
· Naarden
· Nederhorst den Berg
· Nibbixwoud
· Niedorp
· Nieuwe Niedorp
· Nieuwendam
· Nieuwer-Amstel
· Noord-Scharwoude
· Noorder-Koggenland
· Obdam
· Oosthuizen
· Opperdoes
· Oterleek
· Oude Niedorp
· Oudendijk
· Oudkarspel
· Oudorp
· Petten
· Ransdorp
· Schardam
· Scharwoude
· Schellingwoude
· Schellinkhout
· Schermer
· Schermerhorn
· Schoorl
· Schoten
· Sijbekarspel
· Sint Maarten
· Sint Pancras
· Sloten
· Spaarndam
· Spaarnwoude
· Spanbroek
· Twisk
· Urk
· Ursem
· Veenhuizen
· Venhuizen
· Warder
· Warmenhuizen
· Waverveen
· Weesp
· Weesperkarspel
· Wervershoof
· Wester-Koggenland
· Westwoud
· Westzaan
· Wieringen
· Wieringermeer
· Wieringerwaard
· Wijdenes
. Wijdewormer
. Wijk aan Zee en Duin
· Wimmenum
· Winkel
· Wognum
· Wormer
· Wormerveer
· Zaandam
· Zaandijk
· Zeevang
· Zijpe
· Zuid-Scharwoude
· Zuid- en Noord-Schermer
· Zwaag

Dorpswapens:
Hauwert
· Volendam
· Zwaagdijk-West